# San Juan Teposcolula
San Juan Teposcolula è un comune del Messico, situato nello stato di Oaxaca.